# Deutsche Sprintmeisterschaften 2000
Die 4. Deutschen Sprintmeisterschaften im Rudern wurden 2000 in Heidelberg ausgetragen und vom Heidelberger Regatta-Verband 1923 organisiert. Insgesamt waren 43 Vereine gemeldet, beim Achter der Männer traten 15 Boote an.
In diesem Jahr wurde der Doppelvierer der Frauen ins Programm aufgenommen. Da aber gleichzeitig, wie bereits 1998, der Zweier ohne Steuerfrau und der Vierer ohne Steuerfrau ausfielen, wurden somit in neun Bootsklassen Medaillen vergeben, davon sechs bei den Männern und drei bei den Frauen. Die Rennen wurden über eine Distanz von 450 Metern ausgetragen.

## Medaillengewinner

### Männer
| Bootsklasse            | Gold | Silber | Bronze |
| ---------------------- | --- | --- | --- |
| Einer                  | Thomas Walkenhorst (Regensburger RV von 1898) | Max von Lüttichau (RG Ghibellinia Waiblingen) | Andreas Kelch (Berliner Ruder-Club) |
| Doppelzweier           | RG Wetzlar 1880 Andreas Wieler Michael Wieler | RG Ghibellinia Waiblingen Markus Baumann Andreas Schwab | RV Bochum von 1920 Andreas Bech Martin Müller-Falcke |
| Zweier ohne Steuermann | Mannheimer RV Amicitia Gregor Jakubik Marc-Oliver Bindner                                                                                        | RV Weser Hameln Matthias Hobein Michael Ruhe | Karlsruher RV Wiking Philipp Stauch Paul Schmidt |
| Doppelvierer           | IGOR Offenbach Marc Bussian Christian Dommermuth Bamdad Djouiai Wolf Bussian                                                                     | Osnabrücker RV Heinrich Meyering Christian Bodenstedt Andreas Lamkemeyer Ansgar Schawe                                                                      | RV Waldsee 1900 Stefan Funk Dominik Funk Benjamin Roos Sebastian Wenzel                                                                                         |
| Vierer mit Steuermann  | RV Weser Hameln Matthias Hobein Henrik Hobein Jan-Martin Bröer Michael Ruhe Frank Bode (Stm.)                                                    | Miltenberger RC von 1900 Johannes Grimm Randolf Reimann Konrad Fischbach Andreas Fischbach Thomas Büchler (Stm.)                                            | Gießener RG 1877 Paul Dienstbach Steffen Huber Falko Panther Felix Heimann Stephan Wieber (Stm.)                                                                |
| Achter                 | Heidelberger RK 1872 Wolfgang Bubacz Nils Klein Jens Verwohlt Burkhard Hahn Jochen Meißner Max Burger Hans Winter Jens Klein Stefan Adler (Stm.) | RRG Mülheim Martin Kiefer Jens Kleinschmidt Mark Kleinschmidt Björn Siebert Matthias Gathmann Martin Tschäge André Warm Lars Kleinhaus Felix Erdmann (Stm.) | Mannheimer RV Amicitia Falco Bielefeld Bernhard Hess Peter Pelz Mark Steinbach Gregor Jakubik Marc-Oliver Bindner Thomas Ding Dirk Suhleder Dirk Pfleger (Stm.) |

### Frauen
| Bootsklasse  | Gold                                                                                                   | Silber                                                                              | Bronze                                                                             |
| ------------ | --- | ----------------------------------------------------------------------------------- | ---------------------------------------------------------------------------------- |
| Einer        | Manuela Zander (RV Kurhessen-Cassel)                                                                   | Marie Louise Vogel (WSV Offenbach-Bürgel)                                           | Anna Schramm (RC Witten)                                                           |
| Doppelzweier | RV Kurhessen-Cassel Manuela Zander Katja Schnittker                                                    | Ludwigshafener RV von 1878 Anja Hannöver Sandra Schnitzer                           | RG Heidelberg 1898 Marion Lantin Ulrike Pagenkopf                                  |
| Doppelvierer | Heidelberger RK 1872 Claudia Seeler-Fachinger Antje Florijn-Rehaag Heike Grunert Kristiane Palm-Zimmer | Ludwigshafener RV von 1878 Karin Stephan Anja Hannöver Beate Brühe Sandra Schnitzer | Hannoverscher RC von 1880 Susanne Imhof Elke Neumann Thea Thiem-Gröll Julia Tomala |